# 제34SS의용척탄병사단 란트슈토름 네데를란트
제34SS의용척탄병사단 란트슈토름 네데를란트 (제2네덜란드)(34. SS-Freiwilligen-Grenadier-Division „Landstorm Nederland“ (niederländische Nr. 2))는 나치 독일의 사단 중 하나이다.  공식적으로는 친위대 부대가 아니었으나 무장친위대 법을 따르며 친위대 및 경찰 소관 하에 있었다.
1943년 10월 16일 2,400 명 규모의 제1SS척탄병연대 란트슈토름 네데를란트(SS-Grenadier-Regiment 1 „Landwacht Niederlande“)로 편성된 것이 그 시초이다. 이후 11월 1일 SS의용척탄병여단 란트슈토름 네데를란트(SS-Freiwilligen-Grenadier-Brigade „Landstorm Nederland“)로 승격되었고 1945년 2월 10일 최종적으로 제34SS사단으로 승격하였다.

## 전투서열
- 사단본부
- 제60SS야전보충대대
- 제1척탄병연대
- 제83SS의용척탄병연대 (제3네덜란드)
- 제84SS의용척탄병연대 (제4네덜란드)
- 제60SS포병연대
- 제60SS대전차자주포대대
- 제60SS공병중대
- 제60SS통신병중대
- 제60SS수의과중대
- 제60SS야전연락부
- 제60SS의무중대